# 1月14日
1月14日是公历（平年）年的第14天，离一年的结束还有351天（闰年是352天）。

## 大事记

### 14世紀
- 1301年：匈牙利國王安德烈三世在沒有男性繼承人的情況下去世，結束了自9世紀末以來統治匈牙利的阿爾帕德王朝。

### 16世紀
- 1506年：義大利工人在埃斯奎利諾山的金宮遺址附近發現古希臘雕像勞孔群像。
- 1514年：教宗利奥十世发表声明，反对奴隶制。
- 1539年：西班牙宣布占领古巴。

### 18世紀
- 1716年：艾哈邁德沙·杜蘭尼的杜蘭尼帝國在第三次帕尼帕特戰役中擊敗馬拉塔帝國。
- 1724年：西班牙波旁王朝首位國王費利佩五世爭議性地將王位讓給長子路易斯一世。
- 1761年：杜兰尼王朝君王艾哈迈德沙·杜兰尼在第三次帕尼帕特战役击败法国所派遣的部队。
- 1784年：美国独立战争正式结束。

### 19世紀
- 1814年：丹麦-挪威和瑞典王国签署《基尔条约》，丹麦割让挪威换取波美拉尼亚。
- 1895年：日本通过内阁会议决定，声称钓鱼岛为“无主地”，在钓鱼岛建立标国标，正式划入日本版图。
- 1900年：意大利作曲家贾科莫·普契尼的歌剧《托斯卡》在罗马歌剧院首次演出。

### 20世紀
- 1907年：牙买加金斯敦发生大地震。
- 1916年：荷兰须德海水坝崩溃（英语：Flood of 1916），造成洪水泛滥[1]。
- 1938年：新疆军阀盛世才清洗异已，杀300多人。
- 1939年：挪威对毛德王后地提出主权要求。
- 1942年：二战：美军在菲律宾巴丹半岛抵抗日军进攻。
- 1943年：二战：日軍開始從瓜島撤退（英语：Operation Ke）
- 1943年：二战：卡萨布兰卡会议在摩洛哥举行。
- 1949年：国共内战：毛泽东发表《关于时局的声明》以回应蒋介石的《元旦文告》，提出结束内战的八项条件。
- 1950年：苏联米高扬设计局研制的米格-17战斗机原型机进行首次飞行。
- 1953年：铁托开始担任南斯拉夫社会主义联邦共和国总统和武装部队最高统帅。
- 1960年：澳洲準備銀行成立，為澳洲的中央銀行及發鈔機構。
- 1965年：中共中央开展四清运动。
- 1967年：美國加利福尼亞州舊金山金門公園舉行首場反文化運動，並在後來促成「愛之夏」現象。
- 1970年：位於奈及利亞東南部的自稱「比亞法拉共和國」在宣布獨立後不到三年便向聯邦政府投降，奈及利亞內戰結束。
- 1972年：丹麦国王弗雷德里克九世逝世，玛格丽特二世继位。
- 1978年：香港賽馬會馬伕工潮。
- 1978年：奧地利邏輯學家庫爾特·哥德爾由於害怕遭他人下毒而餓死在普林斯頓的醫院中。
- 1987年：香港政府宣佈清拆九龍城寨，改建為公園。
- 1994年：中国政府正式向美方登记发行10亿美元全球债券。
- 1994年：美国、俄罗斯和乌克兰签署协议，决定全部销毁乌克兰境内的核武器。
- 1995年：中华人民共和国第八届全国冬季运动会在吉林省吉林市举行。
- 2000年：人类成功克隆猴[來源請求]。

### 21世紀
- 2004年：格鲁吉亚议会通过法案废除三色国旗，并恢复使用「五个圣乔治十字」作为格鲁吉亚国旗。
- 2005年：欧洲空间局惠更斯号探测器登陆土卫六，创造了探测器登陆其它星球最远距离的新记录。
- 2011年：突尼斯总统本·阿里政权因为茉莉花革命倒台，福阿德·迈巴扎暂代职务。
- 2012年：中華民國第十三屆總統、副總統及第八屆立法委員選舉日。
- 2016年：伊斯兰国恐怖组织在印尼首都雅加達发动連環爆炸事件，造成六人死亡。[2]
- 2020年：微软结束对Windows 7的延伸支援。
- 2024年：丹麥女王瑪格麗特二世退位，並由長子弗雷德里克十世繼承其位。

## 出生
- 前83年：馬克·安東尼，古羅馬政治家、軍事家（前30年逝世）
- 771年：君士坦丁六世，拜占庭皇帝（卒年不詳）
- 1272年：北條貞時，日本鎌倉幕府第9代執權（1311年逝世）
- 1273年：胡安娜一世，納瓦拉女王（1305年逝世）
- 1702年：中御門天皇，日本第114代天皇（1737年逝世）
- 1747年：瑪麗亞·特蕾西亞，萨克森王国王后和奥地利女大公（1827年逝世）
- 1749年：詹姆斯·加勒德，美國農民、政治家，第2任肯塔基州州長（1822年逝世）
- 1770年：亞當·耶日·恰爾托雷斯基，波蘭親王、政治家（1861年逝世）
- 1798年：约翰·鲁道夫·托尔贝克，荷蘭首相（1872年逝世）
- 1800年：路德维希·里特尔·冯·克歇尔，奧地利音樂學家、作家、作曲家、植物學家、出版商（1877年逝世）
- 1807年：伊拉里奧·阿斯卡蘇比，阿根廷政治人物、外交官、記者、詩人（1875年逝世）
- 1841年：貝爾特·莫里索，法國巴黎印象派女畫家（1895年逝世）
- 1850年：皮埃爾·洛蒂，法國小說家、海軍軍官（1923年逝世）
- 1853年：方伯謙，清朝北洋水師將領（1894年逝世）
- 1860年：恩斯特·馮·霍普納，德意志帝國陸軍將領（1922年逝世）
- 1861年：穆罕默德六世，奥斯曼帝国第三十六代（末代）蘇丹（1926年逝世）
- 1863年:  曼努埃尔·德·奥利维拉·戈麦斯·达科斯塔，葡萄牙将军和政治家，葡萄牙第 10 任葡萄牙总统（逝于 1929 年）
- 1870年：喬治·皮爾斯，澳大利亞政治人物（1952年逝世）
- 1875年：艾伯特·史懷哲，德國神學家、哲學家，1952年諾貝爾和平獎得主（1965年逝世）
- 1882年：亨德里克·威廉·房龙，荷蘭裔美国作家、历史学家、插圖畫家（1944年逝世）
- 1892年：馬丁·尼莫拉，德國神學家、信義宗牧師（1984年逝世）
- 1896年：约翰·多斯·帕索斯，美國小說家、藝術家（1970年逝世）
- 1897年：哈索·冯·曼陀菲尔，德國軍事家、政治家（1978年逝世）
- 1899年:  卡洛斯·佩纳·罗慕洛，菲律宾政治家，联合国大会主席
- 1901年：阿尔弗雷德·塔斯基，波蘭裔美國邏輯學家、數學家（1983年逝世）
- 1905年：福田赳夫，第67任日本內閣總理大臣（1995年逝世）
- 1911年：黃友棣，臺灣音樂家（2010年逝世）
- 1914年：王秉璋，中國人民解放軍中將（2005年逝世）
- 1919年：安迪·魯尼，美國資深傳媒工作者、幽默大師、時事評論員（2011年逝世）
- 1919年：朱利奥·安德烈奥蒂，義大利政治人物、作家和記者（2013年逝世）
- 1921年：默里·布克钦，美国作家、哲学家（2006年逝世）
- 1925年：三岛由纪夫，日本小說家、劇作家、記者、電影製作人、電影演員、日本民族主義者（1970年逝世）
- 1926年：吳兆南，中華民國相聲大師（2018年逝世）
- 1930年：比爾·林哈德，美國男子籃球運動員（2022年逝世）
- 1933年：斯坦·布拉哈格，美國非敘事實驗電影導演（2003年逝世）
- 1937年：山口洋一，日本前外交官
- 1938年：細川護熙，日本政治人物，第79任内阁总理大臣
- 1941年：費·唐娜薇，美國女演員
- 1941年：米蘭·庫昌，第一任斯洛文尼亚总统
- 1943年：马里斯·扬颂斯，拉脱维亚指挥家（2019年逝世）
- 1943年：珊农·露茜德，美国太空人
- 1944年：田中真紀子，日本政治家
- 1946年：哈羅德·希普曼，英國家庭醫生、連環殺手（2004年逝世）
- 1947年：，西班牙職業足球運動員（2022年逝世）
- 1948年：卡爾·韋瑟斯，美國男演員（2024年逝世）
- 1952年：克林·波佩斯库-特里恰努，羅馬尼亞政治人物，第60任罗马尼亚总理
- 1954年：塞西莉亞·莫雷爾，智利第一夫人
- 1955年：呂謝婷，瑞典政治人物，現任瑞典國會議員
- 1957年：闵安琪，華裔美國女作家
- 1958年：熊海靈，台灣女藝人
- 1959年：拿斯·賀治，丹麥職業足球運動員（2021年逝世）
- 1959年：吉田鋼太郎，日本演員
- 1962年：賀恩德，英國駐香港及澳門總領事
- 1962年：麥克·麥克考，美國政治人物，現任美國眾議院外交委員會主席
- 1963年：史蒂文·索德伯格，美国导演、編劇
- 1965年：沙米尔·巴萨耶夫，車臣陸軍將領，車臣獨立運動領導人（2006年逝世）
- 1967年:  艾蜜莉·華森，英格兰女演员。
- 1968年：伍佰，台灣摇滚乐歌手
- 1968年：LL Cool J，美國饒舌歌手
- 1969年：詹森·貝特曼，美國男演員、導演、製片人
- 1969年：戴夫·格羅爾，美國搖滾音樂家、歌手、作曲人
- 1971年：安托尼奥斯·尼科波利迪斯，希臘足球運動員
- 1973年：詹卡洛·费斯切拉，意大利一级方程式赛车车手
- 1974年：凱文·杜蘭，加拿大演員
- 1977年：陳展鵬，香港演員
- 1977年：纳拉因·卡蒂凯扬，印度一级方程式赛车车手
- 1978年：肖恩·克劳福德，美国短跑运动员
- 1979年：傅又宣，香港歌手
- 1979年：安琪拉·琳德沃，美國超級名模
- 1979年：凱倫·艾臣，英國超級名模、歌手
- 1980年：甲斐田裕子，日本女性聲優
- 1980年：玉木宏，日本男演員、歌手
- 1981年：朴胤載，韓國男演員
- 1982年：域陀·華迪斯，西班牙足球守門員
- 1982年：Pornsak，新加坡主持人
- 1983年：上原多香子，日本女歌手、演員
- 1983年：切萨雷·博沃，義大利足球運動員
- 1984年：艾瑞克·艾巴，美國職棒大聯盟球員
- 1985年：吳弭，臺灣裔美國政治人物，現任波士頓市長
- 1986年：约翰·卡巴耶，法國足球運動員
- 1987年：橋本淳，日本演員
- 1989年：杏樹紗奈，日本AV女優
- 1989年：亞當·卡里頓，英格蘭足球運動員
- 1990年：青木志貴，日本女性聲優、舞台演員、主持人、YouTuber
- 1990年：葛蘭·高斯汀，美國男演員、歌手
- 1992年：石谷春貴，日本男性聲優
- 1992年：妮慕·斯密，荷蘭超級名模
- 1992年：罗比·布拉迪，愛爾蘭職業足球運動員
- 1992年 : 王薔，中国女子网球运动员
- 1994年：金鍾仁，韓國男子偶像團體EXO成員
- 1996年 :  赵睿，中国男子篮球运动员
- 1997年：卞相壹，韓國圍棋九段棋手
- 1997年：瑪麗亞·托爾瑪琪夫，俄羅斯女歌手
- 1997年：阿納斯塔西婭·托爾瑪琪夫，俄羅斯女歌手
- 1997年：弗朗切斯科·巴尼亞亞，義大利摩托車賽車手
- 1997年:  夏欣怡，中国沙滩排球运动员
- 1998年：森高愛，日本女演員
- 1998年:   姚安娜，中国女歌手
- 1999年：德克兰·赖斯，英格兰足球运动员
- 2003年：邱梓銓，臺灣職業電競選手

## 逝世
- 1163年：拉斯洛二世，匈牙利及克羅埃西亞國王（1131年出生）
- 1224年：金宣宗完颜珣，金朝皇帝（1163年出生）
- 1301年：安德鲁三世，匈牙利国王（1265年出生）
- 1307年：伐麗流，緬甸勃固王朝開國君主（1253年出生）
- 1331年：鄂多立克，意大利旅行家（1286年出生）
- 1701年：德川光國，日本江戶時代的大名（1628年出生）
- 1742年：爱德蒙·哈雷，英国天文学家（1656年出生）
- 1753年：乔治·贝克莱，爱尔兰哲學家（1685年出生）
- 1823年：恩斯特·馮·呂歇爾，普魯士將軍（1754年出生）
- 1867年：让·奥古斯特·多米尼克·安格尔，法国新古典主义画派画家（1780年出生）
- 1890年：羅伯特·納皮爾，英屬印度陸軍將領，第一代馬格達拉的納皮爾男爵（1810年出生）
- 1892年：阿尔伯特·维克托王子，克拉倫斯和阿文代爾公爵（1864年出生）
- 1898年：路易斯·卡羅，英國作家，《愛麗絲夢遊仙境》作者（1832年出生）
- 1901年：夏爾·埃爾米特，法国数学家（1822年出生）
- 1901年：曼德爾·克雷頓，英國牧師、歷史學家（1843年出生）
- 1905年：恩斯特·阿贝，德国物理学家（1840年出生）
- 1920年：查爾斯·愛德華·馬貢，美國律師、法官、外交官、行政官員（1861年出生）
- 1944年：咸宜帝阮福明，阮朝皇帝（1871年出生）
- 1953年：鳥居龍藏，日本人類學家、民族學家、考古學家、民俗學家（1870年出生）
- 1957年：亨弗莱·鲍嘉，美国演员（1899年出生）
- 1966年：謝爾蓋·科羅廖夫，蘇聯火箭工程師（1907年出生）
- 1970年：威廉·费勒，美国数学家（1907年出生）
- 1972年：弗雷德里克九世，丹麦国王（1899年出生）
- 1976年：敦阿都拉萨，馬來西亞政治人物，第2任馬來西亞首相（1922年出生）
- 1977年：安東尼·艾登，英国政治家，曾任英國首相（1897年出生）
- 1977年：彼得·芬奇，澳大利亞男演員（1916年出生）
- 1978年：库尔特·哥德尔，奥地利数学家、逻辑学家（1906年出生）
- 1983年：孫理蓮，她是孫雅各宣教師的妻子，並在1952年創立全台第一個立案的社會福利機構－財團法人基督教芥菜種會。(1901年出生)
- 1984年：梅爾·羅賓斯，美国理发师、紙牌遊戲UNO的發明者（1911年出生）
- 1986年：馬濟時，葡萄牙軍事、政治人物，第119任澳門總督（1915年出生）
- 1988年：格奥尔基·马克西米利安诺维奇·马林科夫，苏联政治家，曾任苏联总理（1902年出生）
- 1990年：羅莎琳德·皮特-里弗斯，英國生物化學家（1907年出生）
- 1997年：胡金銓，台灣電影導演（1932年出生）
- 2006年：海因里希·塞弗羅，德國軍事人物（1923年出生）
- 2008年：猶大·福克曼，美國醫學專家（1933年出生）
- 2009年：里卡度·蒙達班，墨西哥男演員（1920年出生）
- 2011年：刘华清，第十四届中共中央政治局常委、中央军委副主席、中国人民解放军上将，中国航母之父（1916年出生）
- 2015年：张万年， 第十五届中共中央政治局委员、中央军委副主席、中国人民解放军上将（1928年出生）
- 2016年：艾倫·瑞克曼，英國男演員（1946年出生）
- 2020年：梁軍，中國農機專家、政治人物（1930年出生）
- 2023年：卡爾·哈恩，德國企業家，前任大眾集團總裁（1926年出生）
- 2023年：錢逸泰，中國無機化學家（1941年出生）

## 节假日和习俗
- 儒略曆新年
- 世界邏輯日
- ：国旗日
- ：日記情人節
- 中華民國：醫檢師節
- 泰國：國家森林保護日
- 突尼西亞：革命与青年节
- ：祖国捍卫者纪念日
- 南亚与东南亚文化中有关恒星时冬至的庆祝，包括：
  -  印度：马卡尔桑克兰蒂
  -  印度（阿萨姆邦）：享用祭
  -  印度（旁遮普邦，哈里亚纳邦，喜马偕尔邦）：玛祭
  -  印度（泰米尔纳德邦）：丰收祭
  -  印度（北阿坎德邦,古吉拉特邦,拉贾斯坦邦）：北运
  -  尼泊尔：玛格桑克兰蒂